# Île de l'Olive
Ne doit pas être confondu avec Île Olive.
L'île de l'Olive (en italien : isola degli Olivi ou isola dell'Olivo) est une île d'Italie du lac de Garde appartenant administrativement à Malcesine.

## Géographie
Composée d'un éperon rocheux recouvert de quelques arbres et de végétation, à 20 m de la côte, elle s'étend sur environ 98 m de longueur pour une largeur approximative de 40 m. 